# نشست واشینگتن (۱۹۸۷)
اجلاس سران واشینگتن در سال ۱۹۸۷ جلسه ای در دوران جنگ سرد بین رونالد ریگان رئیس‌جمهور ایالات متحده و میخائیل گورباچف دبیرکل حزب کمونیست اتحاد جماهیر شوروی بود که در تاریخ ۸ تا ۱۰ دسامبر برگزار شد. ریگان و گورباچف در مورد درگیری‌های منطقه‌ای در افغانستان، آمریکای مرکزی و آفریقای جنوبی، مسائل مربوط به کنترل تسلیحات برای سلاح‌های شیمیایی و همچنین سلاح‌های متعارف، وضعیت مذاکرات استارت و حقوق بشر گفتگو کردند. یکی از دستاوردهای قابل توجه نشست واشینگتن، امضای معاهده نیروهای هسته‌ای میان‌برد (INF) بود.

## پیش زمینه
پس از نزدیک به موفقیت در اجلاس سران ریکیاویک سال قبل، و با ناراحتی بسیاری از حامیان هر دو رهبر، ریگان و گورباچف شروع به استفاده از منابع برای مذاکرات پیمان INF کردند.  این امر علاوه بر مشکلات مختلف خارجی و داخلی در هر دو کشور منجر به تنش قبل از نشست واشنگتن شد.
برای ریگان، مشکل با بازار سهام، عدم تایید رابرت بورک، نامزد دیوان عالی، و رسوایی ایران-کنترا، همگی باعث ایجاد فشار سیاسی شدند.  همچنین، انتقاد تعداد زیادی از محافظه‌کاران برجسته از جمله رئیس‌جمهور سابق ریچارد نیکسون، وزیر امور خارجه سابق هنری کیسینجر، مفسر ویلیام باکلی و همچنین اعضای دولت خودش منجر به ایجاد فضای سیاسی مناقشه‌آمیز پیرامون پیمان INF شد.
گورباچف نیز با مخالفت روبرو شد، نه تنها مذاکرات پیمان INF، بلکه همچنین برنامه‌های اصلاحی او در پرسترویکا.  علیرغم تغییر بیش از 150 وزیر و افسر ارشد دفاع پس از حادثه ماتیاس رست، ناامیدی گورباچف تنها زمانی تشدید شد که تنها دو ماه قبل از برگزاری اجلاس واشنگتن، بوریس یلتسین، عضو کاندیدای دفتر سیاسی و حامی گورباچف، دبیر کل شوروی سابق را محکوم کرد و دبیر کل شوروی را محکوم کرد.  حرکت جنجالی  اگرچه، به گفته جورج پی.  معاهده INF و اجلاس سران».
بنابراین، علیرغم پیچیدگی های بیرونی، تا زمانی که اجلاس قرار بود برگزار شود، بیشتر جزئیات مربوط به معاهده INF قبلاً بررسی شده بود.  حداقل یک هفته قبل از این نشست، نیویورک تایمز گزارش داد که "رهبر شوروی و رئیس جمهور ریگان قرار است معاهده ای را در 8 دسامبر امضا کنند که موشک های کوتاه برد و میان برد کشورهای خود را حذف می کند"، اگرچه این روزنامه همچنین گفت که بحث در مورد "کاهش سلاح های هسته ای دوربرد و استراتژیک" با موانعی روبرو شده است.